# Mbizana
Mbizana es un municipio de la provincia de Cabo Oriental en Sudáfrica, con una población estimada en marzo de 2016 de 319 948 habitantes.
Se encuentra en el extremo este de la provincia, junto a la frontera con la provincia KwaZulu-Natal y la costa del océano Índico. 